# 建设街道 (抚顺市)
建设街道，是中华人民共和国辽宁省抚顺市望花区下辖的一个乡镇级行政单位。

## 行政区划
建设街道下辖以下地区：
油院社区、煤研社区、铁岭社区、建设社区、机修社区、锦州社区、新钢社区、建平社区、本溪社区、建新社区、万众社区和金石社区。